# Licania
Licania é um género botânico pertencente à família Chrysobalanaceae.

## Espécies
Constituído por 311 espécies:
| - Licania adolphoduckei - Licania affinis - Licania alba - Licania albiflora - Licania amapaensis - Licania anneae - Licania angelesia - Licania angustata - Licania anisophylla - Licania aperta - Licania apetala - Licania apiculata - Licania aracaensis - Licania arachnites Standley: sinônimo de Licania parvifloia Huber, pimenteira - Licania arachnoidea - Licania araneosa - Licania arborea - Licania arianeae - Licania aspera - Licania aubletiana - Licania axilliflora - Licania bahiensis - Licania balansae - Licania belemii - Licania bellingtonii - Licania belloi - Licania benthami - Licania biglandulosa - Licania blackii - Licania bolivensis - Licania boliviensis - Licania bothynophylla - Licania boyanii - Licania bracteata - Licania bracteosa - Licania britteniana - Licania bullata - Licania bullatifolia - Licania buxifolia - Licania cabrerae - Licania caldasiana - Licania calvescens - Licania canescens - Licania capinensis - Licania caracasana - Licania cardiophylla - Licania carii - Licania cariae - Licania caudata - Licania cecidiophora - Licania celativenia - Licania celiae - Licania chiriquiensis - Licania chocoensis - Licania cidii - Licania columbarum - Licania compacta - Licania conduplicata - Licania conferruminata - Licania cordata - Licania coriacea - Licania corniculata - Licania costaricensis - Licania costata - Licania couepifolia - Licania couepiifolia - Licania crassifolia - Licania crassivenia - Licania cruegeriana - Licania cuatrecasasii - Licania cuprea - Licania cuspidata - Licania cuyabenensis - Licania cyathodes - Licania cymosa - Licania dahlgrenii - Licania davillaefolia - Licania dealbata - Licania densiflora - Licania diamenia - Licania diegogomezii - Licania discolor - Licania divaricata - Licania dodsonii - Licania duckei - Licania durifolia - Licania egensis - Licania egleri - Licania elaeosperma - Licania elata - Licania elliptica - Licania emarginata - Licania espinae - Licania exiguifolia - Licania fanshawei - Licania fasciculata - Licania ferreirae - Licania filomenoi - Licania flavicans - Licania floribunda - Licania foldatsii - Licania foveolata - Licania fritschii | - Licania fuchsii - Licania furfuracea - Licania fusicarpa - Licania galibica - Licania gardneri - Licania gentryi - Licania gerontogaea - Licania glabra - Licania glabriflora - Licania glauca - Licania glazioviana - Licania gonzalezii - Licania gracilipes - Licania gracilis - Licania grandibracteata - Licania granvillei - Licania grisea - Licania granvillei - Licania grisea - Licania guatemalensis - Licania guianensis - Licania guyanensis - Licania habantha - Licania harlingii - Licania hedbergii - Licania helvola - Licania heteromorpha - Licania hirsuta - Licania hispida - Licania hitchcockii - Licania hoehnei - Licania hookeri - Licania hostmanni - Licania huberiana - Licania humilis Cham. & Schltdl.: marmelito-do-campo - Licania hylaea - Licania hypargyrea - Licania hypoleuca - Licania imbaimadaiensis - Licania impressa - Licania incana - Licania indurata - Licania intrapetiolaris - Licania irwinii - Licania jaramilloi - Licania jefensis - Licania jimenezii - Licania joseramosii - Licania kallunkii - Licania kanukuensis - Licania klugii - Licania krukovii - Licania kunthiana - Licania kuntzeana - Licania lamentanda - Licania lanceolata - Licania lasseri - Licania lata - Licania latifolia - Licania latistipula - Licania laurifolia - Licania laevigata - Licania laxa - Licania laxiflora - Licania leptostachya - Licania leucosepala - Licania licaniaeflora - Licania lifouana - Licania littoralis - Licania longicuspidata - Licania longifolia - Licania longipedicellata - Licania longipetala - Licania longistyla - Licania lucida - Licania macrocarpa - Licania macrophylla - Licania maguirei - Licania majuscula - Licania maranhensis - Licania maritima - Licania marlenei - Licania mattogrossensis - Licania maxima - Licania megalophylla - Licania membranacea - Licania mexicana - Licania michauxii - Licania micrantha - Licania microcarpa - Licania microphylla - Licania miltonii - Licania minuscula - Licania minutiflora - Licania mollis - Licania montana - Licania morii - Licania myristicoides - Licania myrsinoides - Licania naviculistipula - Licania nelsonii - Licania niloi - Licania nitida - Licania oblongifolia | - Licania obovata - Licania obovatifolia - Licania obtusifolia - Licania octandra - Licania occultans - Licania odorata - Licania oligantha - Licania operculipetala - Licania orbicularis - Licania organensis - Licania ovalifolia - Licania pachystachya - Licania pakaraimensis - Licania palawanensis - Licania pallida - Licania pallidula - Licania paniculata - Licania papuana - Licania paraensis - Licania parinarioides - Licania parviflora - Licania parvifolia Huber: pimenteira - Licania parvifructa - Licania pendula - Licania persaudii - Licania petrensis - Licania piresii - Licania pittieri - Licania platypus - Licania polita - Licania poeppigii - Licania prismatocarpa - Licania pruinosa - Licania pubiflora - Licania pulchravenia - Licania pyrifolia - Licania reticulata - Licania retifolia - Licania retusa - Licania rhamnoides - Licania riedelii - Licania rigida Benth.: oiticia - Licania riparia - Licania riverae - Licania robusta - Licania rodriguesii - Licania rondonii - Licania roraimensis - Licania rufescens - Licania salicifolia - Licania salzmannii (Hook. f.) Fritsch: oiti-da-baía - Licania sandwithii - Licania santosii - Licania savannarum - Licania scabra - Licania schomburgkiana - Licania sclerophylla - Licania seleriana - Licania sellowiana - Licania silvae - Licania silvatica - Licania sothersiae - Licania sparsipilis - Licania spicata - Licania splendens - Licania sprucei - Licania stahelii - Licania stenocarpa - Licania stevensii - Licania stewardii - Licania steyermarkii - Licania stricta - Licania subarachnophylla - Licania subcordata - Licania subfalcata - Licania subrotundata - Licania surinanensis - Licania tachirensis - Licania takutuensis - Licania tambopatensis - Licania teixeirae - Licania tepuiensis - Licania ternatensis - Licania tocantina - Licania tomentosa Benth. Fritsch: oiti - Licania tontoutensis - Licania triandra - Licania trigonioides - Licania turbinata - Licania turiuva - Licania ulei - Licania unceolaris - Licania undulata - Licania unguiculata - Licania utilis - Licania vasquezii - Licania vaupesana - Licania velata - Licania velutina - Licania veneralensis - Licania venosa - Licania wilson - Licania wurdackii |